# Alpı (Ucar)
Alpı è un comune dell'Azerbaigian situato nel distretto di Ucar. Conta una popolazione di 1.215 abitanti.